# 埃斯普莱加雷斯
埃斯普莱加雷斯，是西班牙卡斯蒂利亚-拉曼恰瓜达拉哈拉省的一个市镇。总面积38平方公里，总人口58人（2001年），人口密度2人/平方公里。